# Heartbeat (Justs-Lied)
Heartbeat ist ein Lied des lettischen Sängers Justs. Er hat mit diesem Lied Lettland beim Eurovision Song Contest 2016 repräsentiert.

## Hintergrund und Veröffentlichung
Am 31. Januar 2016 wurde Justs als einer der zwanzig Kandidaten von Supernova 2016, dem lettischen Vorentscheid zum Eurovision Song Contest, bekanntgegeben. Mit dem Song Heartbeat erreichte er das Halbfinale mit den meisten Stimmen und qualifizierte sich somit für das Finale, das er am 28. Februar 2016 gewinnen konnte.
Das Lied wurde von Aminata Savagogo komponiert, die Lettland 2015 in Wien vertrat und einen sechsten Platz erreichte.